# Banco Leumi
El Banco Leumi (en hebreo: בנק לאומי‎, Banco Nacional) es un banco israelí. Fue fundado en Londres con el nombre de Anglo Palestine Company el 27 de febrero de 1902 por miembros del movimiento sionista, con la finalidad de promover la industria, la construcción, la agricultura y la infraestructura en Eretz Israel. En la actualidad el Banco Leumi es mayor banco de Israel (por el total de activos), con 13.500 empleados y cuenta con filiales en 20 países.